# Czetnicka Dywizja Dinarska
Czetnicka Dywizja Dinarska (serb.-chorw. Динарскa Четничкa Дивизијa) – ochotnicza formacja zbrojna złożona z serbskich czetników podczas II wojny światowej
Po kapitulacji Królestwa Jugosławii i zajęciu jej ziem przez wojska Osi w kwietniu 1941, powstało Niepodległe Państwo Chorwackie (NDH) obejmujące Chorwację, Dalmację, Bośnię i Hercegowinę. Na obszarach tych zamieszkiwała także liczna ludność serbska. Natychmiast stała się ona obiektem krwawych prześladowań ze strony chorwackich ustaszy. Ich plan przewidywał po części wymordowanie jej, a po części usunięcie na zachód od rzeki Drina. W rezultacie spontanicznie powstawały niewielkie serbskie oddziały samoobrony, które nawiązywały do tradycji czetników. Jednocześnie 27 lipca 1941 wybuchło serbskie powstanie narodowe przeciwko władzy Chorwatów. Na początku 1942 wszystkie siły czetnickie na terytorium NDH przeszły pod zwierchnictwo pułkownika Dragoljuba Mihailovicia. We wrześniu wyznaczył on komendantem miejscowych oddziałów wojewodę Iliję Trifunovicia-Birčanina.
Podlegała mu też formowana w miejscowościach Lapać-Plavno-Grahovo-Bosanski Petrovać-Dalmatinsko Kosovo-Gracać Dywizja Dinarska. Początkowo składała się z kilku oddziałów nazywanych pułkami: Pułku Króla Piotra II, Pułku Petara Mrkonjicia, Pułku Gavrilo Principa, Pułku Aleksandra I, Pułku Onisim Petrovicia i Pułku Karadziordziewiciów. Jej dowódcą został pop Momčilo Đujić. Wkrótce najgroźniejszymi jej wrogami stali się komunistyczni partyzanci Josipa Broz Tity. Serbowie uczestniczyli m.in. w kilku niemieckich operacjach antypartyzanckich. W czasie walk z Chorwatami i komunistami dochodziło wielokrotnie do popełniania przez wszystkie strony zbrodni wojennych.
Dotarcie Armii Czerwonej do wschodniej Serbii pod koniec września 1944 wytworzyło nową sytuację militarną dla Dinarskiej Dywizji. Komuniści postanowili teraz z jej pomocą całkowicie zniszczyć formację czetników. W rezultacie na odprawie w wiosce Topolje koło Knina pod przewodnictwem M. Đujicia wszyscy dowódcy oddziałów Dywizji zgodzili się na wycofanie w kierunku północno-zachodnim. Najpierw trzeba było jednak przebić się przez siły partyzantów, którzy zdołali okrążyć Serbów. Nocą z 2 na 3 grudnia 1944 w rejonie wsi Padjene czetnikom – po kilkugodzinnej ciężkiej bitwie – udało się sforsować partyzancką blokadę. Wycofywano się następnie przez Otrić-Srb-Mała Kapela-dolinę rzeki Gacko do północnego wybrzeża Adriatyku. Po drodze przyłączała się w dużej ilości serbska ludność cywilna, uciekając przed chorwackimi zbrodniami. Ostatecznie dotarto na obszar Słowenii, gdzie zbierały się różne kolaboracyjne formacje zbrojne.
W sytuacji końcówki wojny i coraz większego nacisku sił komunistycznych Dywizja Dinarska pod koniec kwietnia 1945 przeszła na terytorium Włoch, po czym skapitulowała przed zachodnimi aliantami. Serbowie zostali tymczasowo ulokowani w obozie w Palma Nova. Nie zostali wydani jugosłowiańskim władzom komunistycznym, udając się na emigrację do różnych krajów zachodniej Europy, Ameryki Północnej i Ameryki Południowej.